# Vega de Logares
Vega de Logares (llamada oficialmente Santa María da Veiga de Logares) es una parroquia y una aldea española del municipio de Fonsagrada, en la provincia de Lugo, Galicia.

## Otras denominaciones
La parroquia también es conocida por el nombre de Santa María de Veiga de Logares.

## Organización territorial
La parroquia está formada por trece entidades de población:

### Entidades de población
Entidades de población que forman parte de la parroquia:
- Braña
- Dradas
- Liñares de Vilafurada
- Llan
- Louteiro
- Robledo
- San Martín de Robledo
- Veiga de Logares (A Veiga de Logares)
- Ventorrillo (O Ventorrillo)
- Vilagudel
- Vilardíaz
- Vilarfruxilde

### Despoblado
Despoblado que forma parte de la parroquia:
- Romeán

## Demografía

### Parroquia
| Gráfica de evolución demográfica de Vega de Logares (parroquia) entre 2000 y 2022 |
|                                                                                   |
| Datos según el nomenclátor publicado por el INE.                                  |

### Aldea
| Gráfica de evolución demográfica de Veiga de Logares (aldea) entre 2000 y 2022 |
|                                                                                |
| Datos según el nomenclátor publicado por el INE.                               |